# Гней Корнелій Лентул Клодіан (претор)
Гней Корнелій Лентул Клодіан (*Gnaeus Cornelius Lentulus Clodianus, прибл. 99 до н. е. —після 59 до н. е.) — політичний діяч та красномовець часів Римської республіки.

## Життєпис
Походив з патриціанського роду Корнеліїв Лентулів. Син Гнея Корнелія Лентула Клодіана, консула 72 року до н. е. Про молоді роки немає відомостей. У 60 році до н. е. увійшов до складу посольства, спрямованого сенатом в Галлію, щоб переконати галльські племена не приєднуватися до гельветів. У 59 році до н. е. обіймав посаду претора. Під час своєї каденції керував судом у справах про вимагання або применшення величі римського народу. Про подальшу долю немає відомостей.

## Родина
- Гней Корнелій Лентул Авгур, консул 14 року до н. е.